# 만대초등학교
만대초등학교는 대한민국 강원특별자치도 원주시에 있는 학교이다.

## 학교 연혁
- 2008.03.13 공립초등학교 가칭)무삼초등학교 설립 인가
- 2010.12.05 가칭)무삼초등학교 준공
- 2011.03.01 만대초등학교 18학급 유치원 2학급 편성
- 2011.03.01 초대 최종호 교장선생님 부임
- 2011.03.02 제1회 시업식 및 입학식 거행(1학년 144명, 전교생 재적 583명)
- 2011.03.07 병설유치원 개원(만4세 22명, 만5세 28명, 계 50명)
- 2012.02.14 만대초등학교 제1회 졸업식 거행
- 2012.03.02 제2회 시업식 및 입학식 거행
- 2013.02.14 제2회 졸업식 거행
- 2013.03.04 제3회 시업식 및 입학식 거행
- 2014.02.13 제3회 졸업식 거행
- 2014.03.03 제4회 시업식 및 입학식 거행
- 2014.09.01 제2대 이병인 교장선생님 부임
- 2015.02.12 제4회 졸업식 거행
- 2015.03.02 제5회 시업식 및 입학식 거행(1학년 138명, 전교생 재적 985명)